# Vanadinit
Vanadinit là một khoáng vật trong nhóm khoáng vật phosphat apatit với công thức hóa học Pb5(VO4)3Cl. Nó là một tron những quặng công nghiệp của vanadi và ít hơn là chì. Khoáng vật giòn nặng thường được tìm thấy ở dạng tinh thể sáu phương màu đỏ. Nó là một khoáng vật không phổ biến được hình thành do sự oxy hóa của các quặng chì như galen. Nó được phát hiện đầu tiên năm 1801 ở México, các mỏ này được khai thác ở Nam Mỹ, châu Âu, châu Phi, và những nơi khác ở Bắc Mỹ.

## Cấu trúc

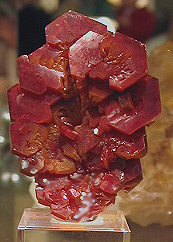
Vanadinit ở dạng các tinh thể sáu phương

## Sử dụng

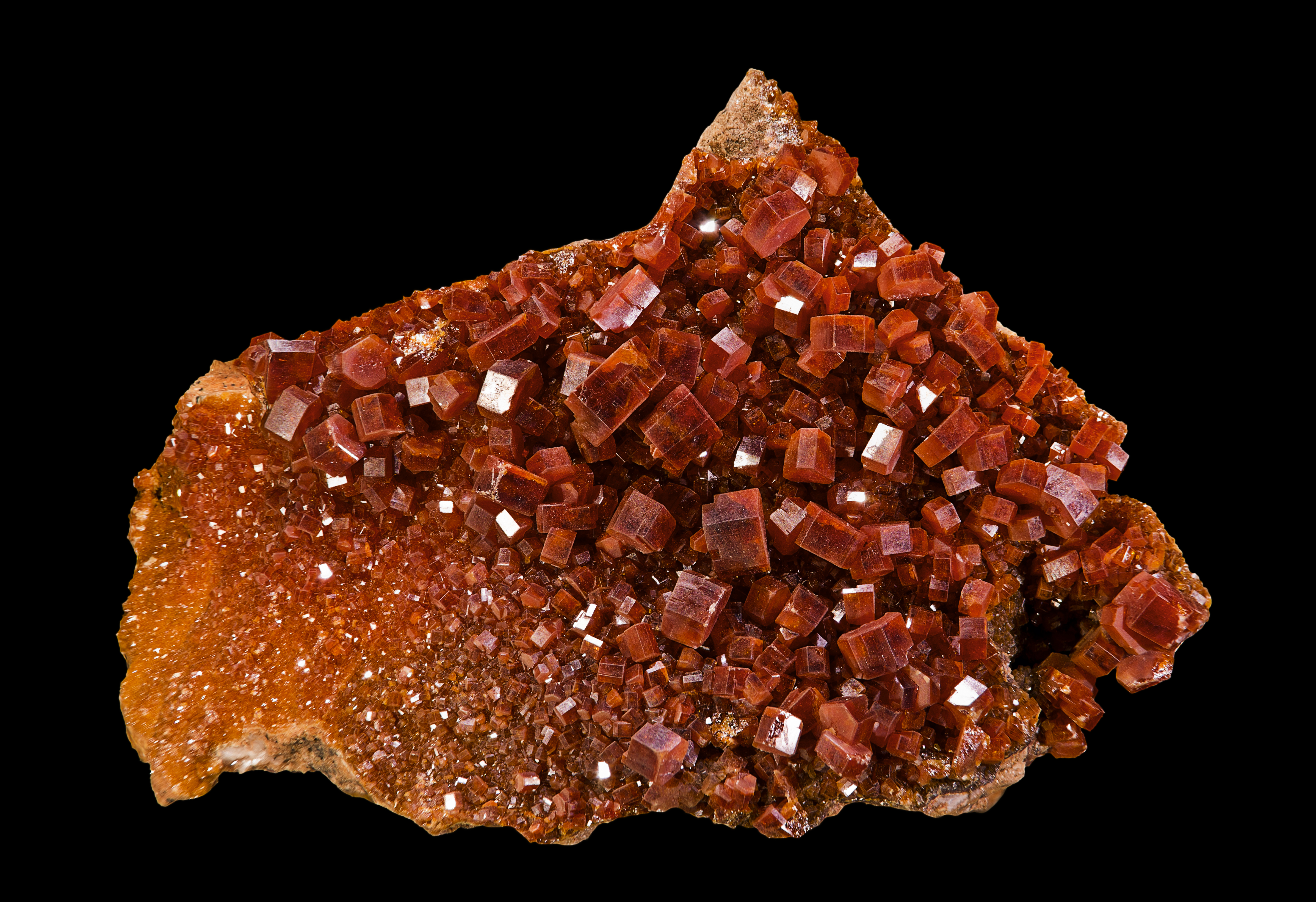
Vanadinit ở Mibladen, Morocco